# Teens al poder
Teens al Poder (Majority Rules! en inglés) es una serie de comedia canadiense, que se estrenó en Teletoon en el 10 de septiembre de 2009. La serie también es apodado Votez Becky! por el título francés. La compañía de producción de Entertainment One (E1) comenzó el rodaje de la primera (y única) temporada el 12 de enero de 2009 El espectáculo tuvo la distinción de ser el primer programa regular en Teletoon, un canal de animación, que viven casi exclusivamente de acción en vivo.
A partir de noviembre de 2013, Teens al Poder saldrá al aire en los Estados Unidos por la cadena de Starz Kids & Family.

## Argumento
La serie gira en torno a Rebecca (Becky) Richards (Tracy Spiridakos), de quince años de edad, cuya vida cambia cuando es elegido alcalde de su ciudad natal de Mayfield. Incluso con las presiones de su vida muy irregular se logra todavía tienen una sonrisa en su rostro con la ayuda de sus amigas Margo Dubois (Jenny Raven) y Kiki Kincaid (Sasha Clements).

## Elenco
| Actor Original    | Actor de doblaje  | Personajes         | Episodios    |
| ----------------- | ----------------- | ------------------ | ------------ |
| Tracy Spiridakos  | Mariana Gamboa    | Becky Richards     | 26 episodios |
| Jenny Raven       | Lileana Chacón    | Margo Dubois       | 26 episodios |
| Sasha Clements    | Leisha Medina     | Kiki Kincaid       | 26 episodios |
| Dalmar Abuzeid    | Fernando Márquez  | Jarmin             | 23 episodios |
| Madison Cassaday  | Erik Buoncuore    | Mo                 | 21 episodios |
| Wesley Morgan     | Rolman Bastidas   | Jack Braddock      | 14 episodios |
| Jackie Richardson | Elena Díaz Toledo | Sra. DeMarco       | 14 episodios |
| Mouna Traoré      | Aura Caamaño      | Serena Balfour     | 11 episodios |
| Anand Rajaram     | Sergio Pinto      | Sam                | 10 episodios |
| Rob Stewart       | José Granadillo   | Gary Richards      | 7 episodios  |
| Peter Keleghan    | Juan Guzmán       | Exalcalde Braddock | 5 episodios  |
| Richard Waugh     | Héctor Indriago   | Consejero Pugh     | 5 episodios  |
| Isaac Durnford    | Maythe Guedes     | Les Richards       | 3 episodios  |

## Estreno en DVD
En el Reino Unido, Entertainment One publicó el volumen 1 en TBA,